# Hymenophyllum deltoideum
Hymenophyllum deltoideum là một loài dương xỉ trong họ Hymenophyllaceae. Loài này được C. Chr. mô tả khoa học đầu tiên năm 1932.